# Русская Буйловка
Русская Буйловка — село в Павловском районе Воронежской области Российской Федерации. Основано в XVIII веке. Население — 2 138 человек (2011).
Село является административным центром Русско-Буйловского сельского поселения. Здесь размещёна администрация поселения. Главой Русско-Буйловского сельского поселения с 20 марта 2005 является Юрий Петрович Шевченко.

## Физико-географическая характеристика
Расстояние до районного центра — города Павловска, — 12 км, до областного центра — города Воронежа, — около 200 км.
Село, как и вся Воронежская область, находится в часовой зоне МСК (московское время). Смещение применяемого времени относительно UTC составляет +3:00.

## Население
| 1859 | 1897  | 2009  | 2010  |
| ---- | ----- | ----- | ----- |
| 3835 | ↗5338 | ↘2317 | ↘2138 |

## Архитектура и достопримечательности
- В селе 18 улиц: Высокая, Комсомольская, Ленина, Лесная, Луговая, Мира, Октябрьская, Первомайская, Подгорная, Садовая, Свободы, Сибирская, Славы, Советская, Спутник, Степная, Солнечная и СТ Вишнёвое тер.

## История улиц
```
    
Название буйловских улиц можно разделить по фамилиям основателей: Надеина, Чунихина, Дереглазова, Алёхина, Сорокин хутор, Савенков хутор, Хохлацкий хутор, Башкатов лог; а также  по рельефу местности: Ямочка, Кучугур, Бугры; по флоре – Терновка, Ольховатка, Грибы, Тыквы, Дубровка; есть улица Крест, Замогильная, Нахарёвка, Собачёвка, Кабычёвка, Хутор, Большая улица, Косая улица, Куток, Королёва гора. Это исторические названия, которые буйловцы используют и сегодня, хотя и  у всех улиц появились современные названия.
```